# Bizzarria
Bizzarria, bizzaria hay bizarrerie, Citrus bizzaria hoặc Citrus aurantium bizzaria, là một loại thực vật chimera tổng hợp hoặc dị sinh. Cây sở hữu các đặc điểm của 2 hoặc 3 loài khác biệt về mặt di truyền cùng phát triển. Quả bizzarria đã thu hút các nhà sinh vật học và giới sưu tập kể từ khi xuất hiện vào năm 1644; tựa như sự dung hợp của thanh yên (C. medica), cam đắng (C. aurantium) và chanh vàng (C. lemon). Quả đã trở thành một đề tài trong nghệ thuật thời Phục hưng.
Quả có hình dạng quái dị lưỡng hình hoặc đa hình, với vỏ dạng sần và nhiều màu tổng hợp (vàng, cam và xanh lục), được chia thành nhiều múi khác nhau, một phần cam đắng, một phần thanh yên và một phần chanh vàng.

## Tên gọi
Quả thường được Antoine Risso (nhà tự nhiên học người Pháp) và các tác giả cổ xưa đánh vần là bizaria. Theo tiếng Đức là Florentiner Bizzarria; theo tiếng Anh là Bizzarria of Florence, Florentine Bizzarria giao thoa. Risso trích dẫn 8 đồng nghĩa, lấy theo tác giả Duhamel là Citrus Bigaradia bizaria và bổ sung thêm Mengolo bizaria. Nhà thực vật học người Ý, Giorgio Gallesio đặt tên loại quả phức hợp này là bigaradier limo-citré hay bizarrerie.

## Lịch sử

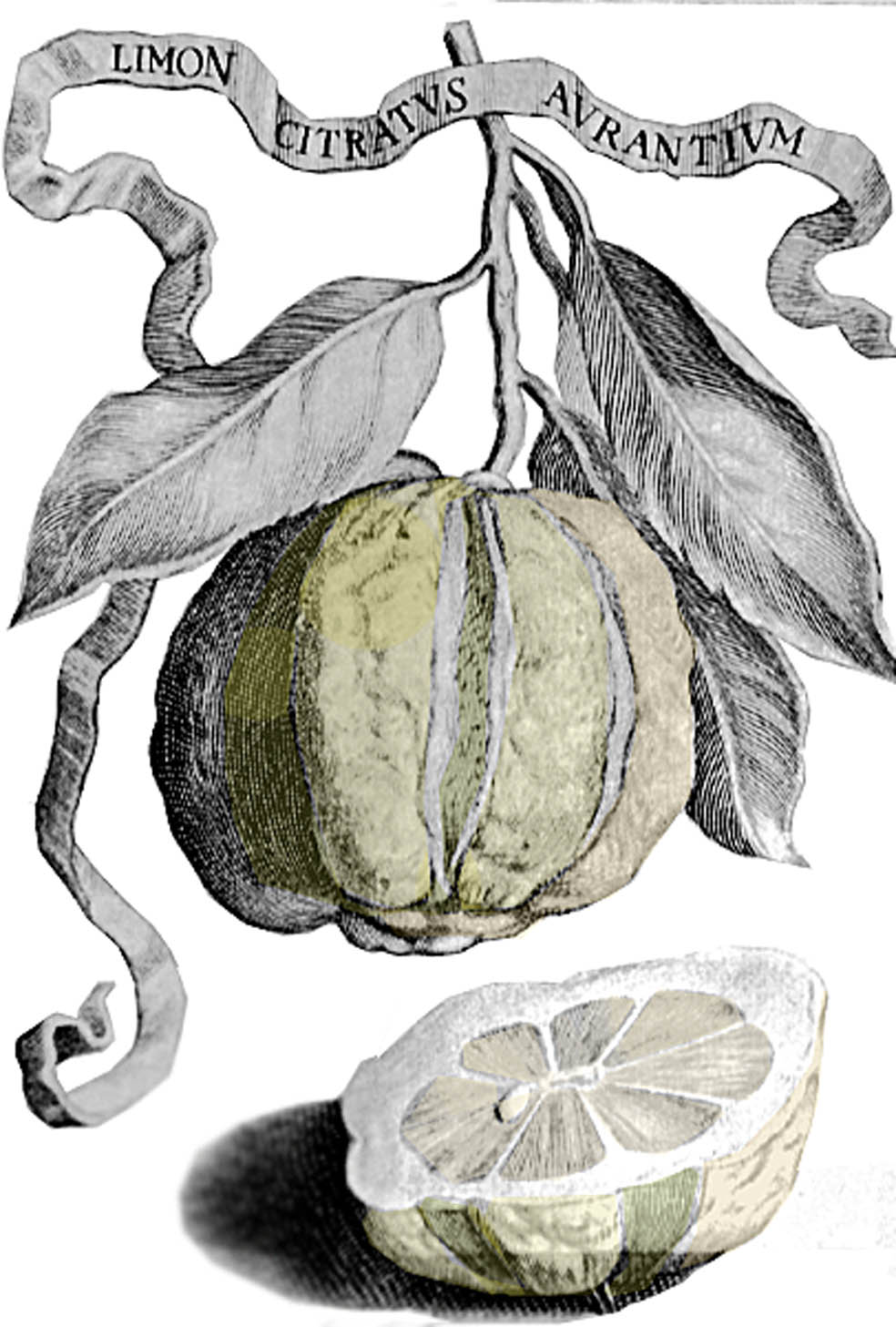
Bức tranh Limonaia citrata-aurantia Florentiae vẽ bizzarria của Pietro Nati vào năm 1674

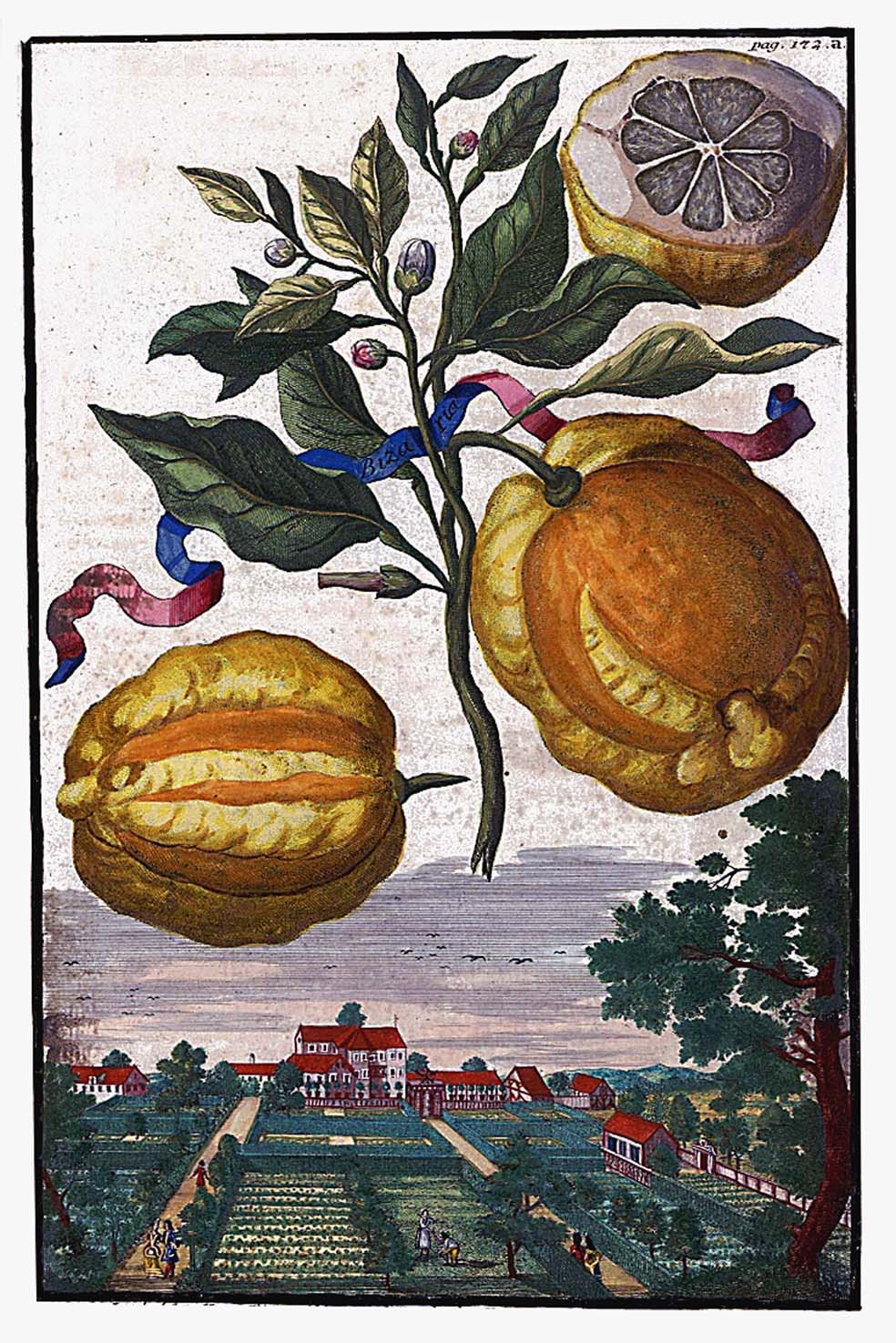
Tranh vẽ bizzarria của Volkamer (tại Nürnberg năm 1708)

Từ năm 1640 đến cuối thế kỷ này, nhiều loại bizzarria khác nhau đã phổ rộng khắp các vườn cam và bộ sưu tập thực vật ở châu Âu. Năm 1907, nhà thực vật học người Đức gốc Ba Lan, Eduard Strasburger đã tóm tắt tài liệu về các loại bizzarria có múi khác nhau, trong đó bao gồm một loại của thanh yên và cam ngọt tồn tại trước năm 1644. Bizarria được chú ý vào năm 1644 (có tài liệu ghi 1630) trong khu vườn của biệt thự Torre degli Agli, thuộc sở hữu của gia đình chủ ngân hàng Panciatichi vào thời điểm đó (đôi khi cái tên này còn được dùng để đặt tên cho bizzarria). Cùng năm đó, sổ tay làm vườn của Vincenzo Tañara, kỹ sư nông nghiệp tại Bologna, đề cập đến loại cây Arancio del Roberti bizzaro trong danh sách phân loại trái cây có múi. Cuối năm 1652, Francesco Nardi nói về một cây trong vườn của Hồng y Carlo de' Medici ở Firenze, nơi sinh ra cây phức hợp giữa chanh và cam. Năm 1665, trong một lá thư gửi đến Leopoldo de' Medici, Francesco Redi, nhà tự nhiên học và bác sĩ cá nhân của Medici, cho biết lần đầu tiên ông phát hiện trong khu vườn của biệt thự Castello có một cây chanh mọc quả khác thường mà ông đặt tên là bizzarria.
Vào năm 1666, người ta đã báo cáo bằng tiếng Anh về những cây lai ghép kỳ dị rằng một trong những cây này được mua từ các thương gia người Genoa ở Paris vào năm 1660. Bộ sưu tập cam quýt của Philip Stanhope, bá tước xứ Chesterfield, có chứa một cây Pomo aurantio citrato "lưỡng tính" theo bản kiểm kê năm 1672.
Năm 1668, Ovidio Montalbani, học giả người Ý, đã vẽ bức tranh minh họa đầu tiên dưới cái tên Malum Aurantium Citrátům. Pietro Nati (Firenze, 1624–1715) xuất bản De malo limonia citrata aurantia vulgo la Bizzarria vào năm 1644, một chuyên khảo về những gì ông đã phân tích như một chimera hội tụ, với phần lõi thanh yên và các lớp cam đắng bên ngoài. Năm 1682, Franciscus van Sterbeeck đã đề cập đến hai dạng trái cây cam quýt "lưỡng tính nguyên chất và lưỡng tính kép" hiện diện ở Bruxelles. Năm 1684, nhà tự nhiên học Lukas Schröck từ Augsburg đã viết về loại cây Pomo aurantio citrato (1/3 cam đắng, 1/3 thanh yên và 1/3 chanh). Johann Christoph Volkamer miêu tả quả vào năm 1708 tại Nürnberg.
Risso nghĩ rằng «các cây bizarrerie mọc tại nhiều nơi cùng lúc, bởi vì Ferrari (1646) đã mô tả và hình dung, dưới cái tên aurantium callosum multiplex trong quyển Hesperides của ông, một cây bizarrerie được thu thập từ Napoli. Theo hình dung của tác giả, nó hoàn toàn giống với thứ chúng tôi nhận được từ Liguria vài năm trước». Bizzarria đã được biết đến từ lâu ở Sicilia, có thể có nguồn gốc từ Napoli như được thể hiện trong danh mục thực vật từ vườn bách thảo Misilmeri năm 1696. Risso tiếp tục «Dưới thời ngắn ngủi của Louis XV (trước 1715) La Pipe, người làm vườn của Công tước xứ Orléans đã tập hợp ở Paris một bộ sưu tập cây cam, trong đó có chứa những cây bizarrerie gồm hai, ba và năm loài, một giống mọc lá đa dạng».

## Chimera

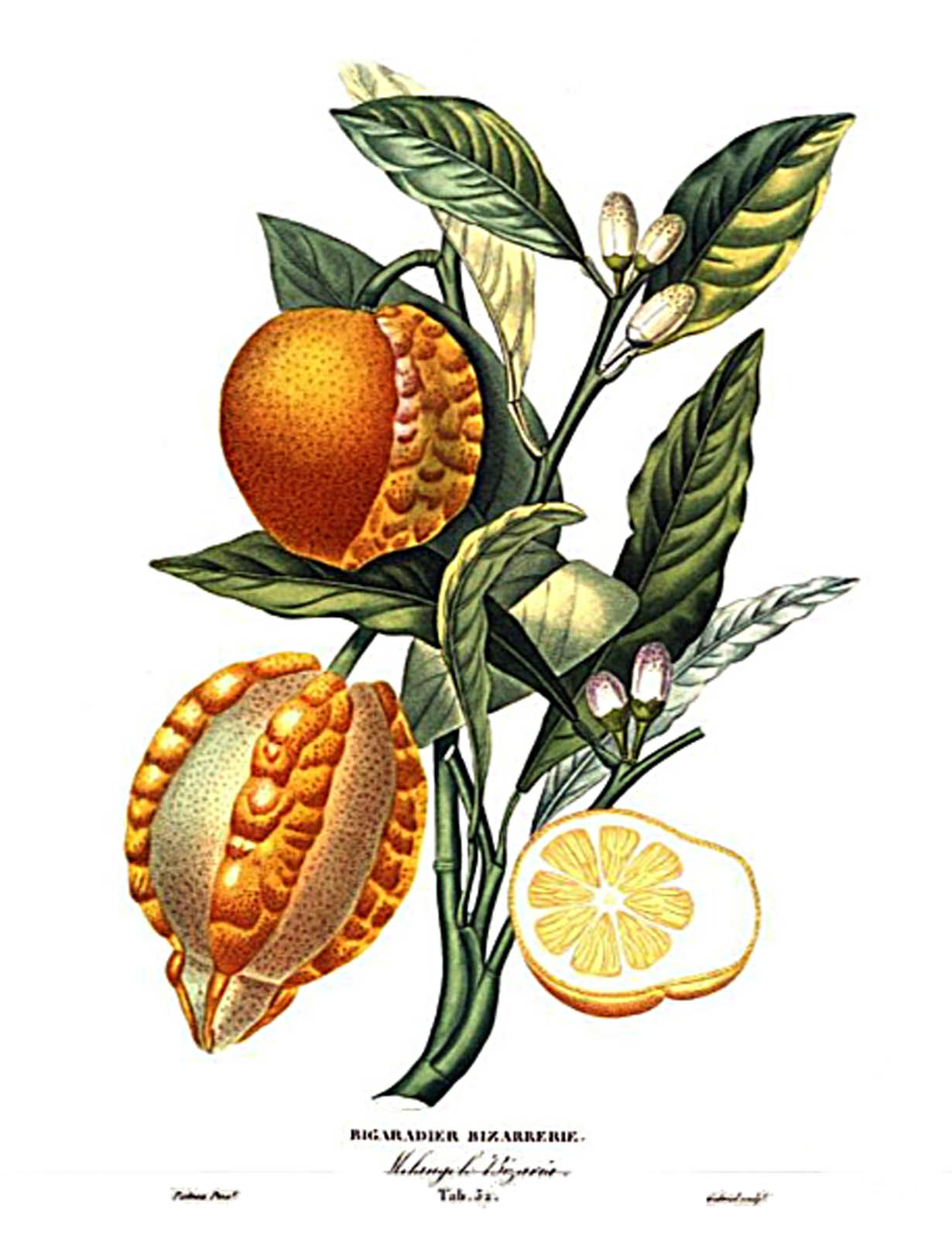
Bigaradier bizarrerie trong sách Histoire et culture des orangers (Lịch sử và văn hóa của quả cam) của Antoine Risso, Antoine Poiteau (1818-1822)

Bizzarria là chimera đầu tiên được ghi nhận trong khoa học, vào năm 1644. Từ lâu đã được xem là loài lai vô tính được hình thành từ sự hợp nhất tế bào giữa cây bố mẹ làm gốc ghép. Charles Darwin nghiên cứu về trường hợp bizzarria trong chương viết giống lai từ cành ghép. Ông viết «Người làm vườn đã trồng cây này, tuyên bố rằng đây là một cá thể thu được bằng hạt và là một cây con được ghép cành. Sau khi cành ghép chết, gốc ghép lại đâm chồi và mọc ra quả bizzarria. Gallesio, người đã kiểm tra cẩn thận một số mẫu vật sống và so sánh chúng với mô tả ban đầu của P. Nati, đảm bảo rằng cây mọc lá, hoa và quả cùng một lúc, giống hệt như cam đắng và thanh yên Firenze. Tương tự như vậy, quả phức hợp với hai loại đã được hòa trộn vào nhau, cả bên trong lẫn bên ngoài, hoặc tách biệt theo nhiều cách khác nhau. Cây này được nhân giống bằng cách giâm cành trong khi vẫn giữ được đặc tính đa dạng của mình». Ông trích dẫn cam ba mặt của Alexandria và Smyrna về bản chất giống như bizzarria nhưng khác ở chỗ cam ngọt và thanh yên đã dung hợp nhau trên cùng một loại quả và mọc riêng biệt trên cùng một cây.
Chōzaburō Tanaka dành một chuyên khảo cho bizzarria của La Mortola mô tả loại quả này là chimera hội tụ từng phần điển hình, vỏ quả cam đắng không ảnh hưởng đến lõi thanh yên. Theo ông, hiện tượng này không hiếm ở các loại trái cây có múi, ông đã bắt gặp một chimera kép ở Alabama vào năm 1918, một cành ghép của quýt satsuma mang một phần của Poncirus trifoliata.
Công trình hiện đại (Winkler, 1907 và Baur, 1909) đã chỉ ra rằng đây không phải là một giống lai theo đúng nghĩa mà là một tập hợp các tế bào từ hai cây gốc. Hai tác giả là Margaret Frank và Daniel Chitwood đã mô tả sự khác biệt: «Sinh vật dị thể chứa bộ gen độc lập trong một nhân duy nhất và chimera là những khảm di truyền dị biệt trong đó bộ gen không đồng nhất được lưu trữ trong các nhân riêng biệt».
Danh pháp được viết là Citrus medica + Citrus aurantium, chứ không phải Citrus medica x Citrus aurantium (lai).
Sự xen kẽ pha trong chimera ở táo cũng như bizzarria được lập mô hình dựa trên phương trình Allen-Cahn (2022). Công trình của nhóm tác giả người Hàn Quốc, vào năm 2022, đã chỉ ra rằng những chỉnh sửa gen nhỏ có thể khiến các loài chimera dị thể phát triển mất ổn định.

## Thẩm mỹ thời Phục hưng

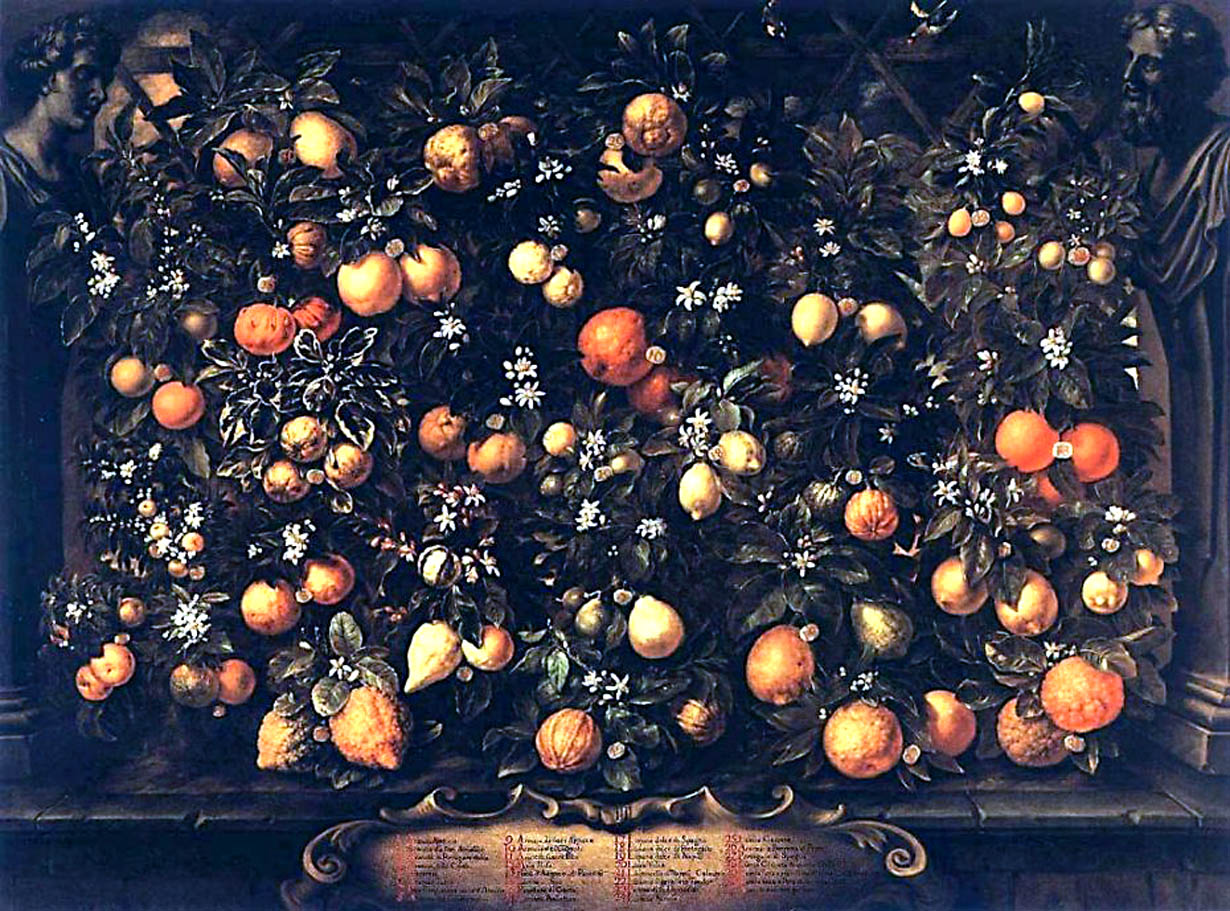
Tranh vẽ trái cây cam quýt bao gồm cam và bizzarria. Tác giả Bartolomeo Bimbi - khoảng năm 1715.

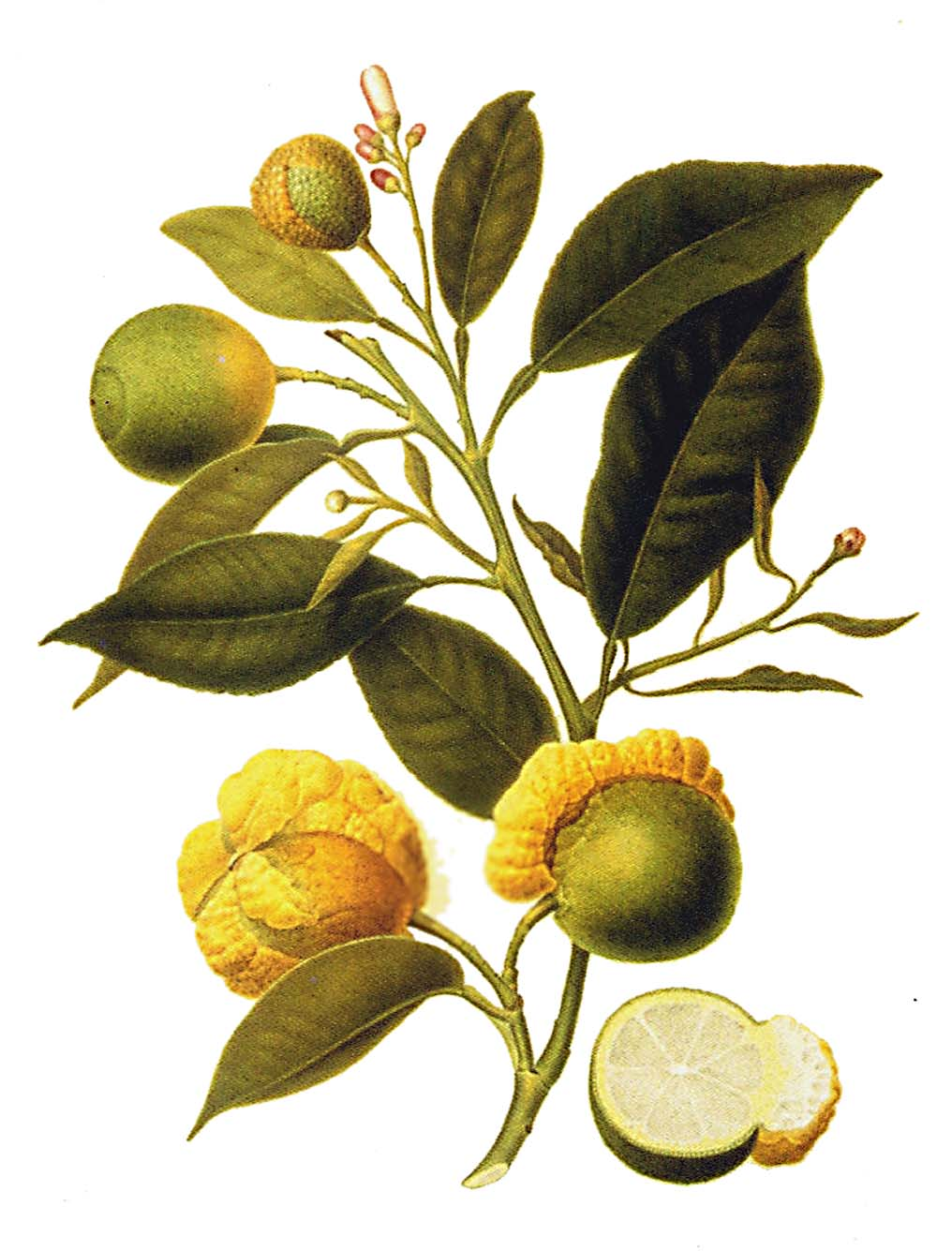
Tranh vẽ bizzarria của Domenico Del Pino (1821)

Thời Phục hưng thể hiện chủ nghĩa cổ điển, hài hòa, vẻ đẹp nhưng cũng có những mặt đối lập. Bartolomeo Bimbi, họa sĩ tĩnh vật người Ý, thể hiện tập hợp những quả cam đắng kỳ lạ mà nhà Medici đã tạo ra. Risso (1818) liệt kê nét hiếm lạ về các giống cam đắng: quả có rãnh, quả hài hước, quả có khía, hình chén, hình quả dưa, hình vương miện, hai màu, dị hình... Tính chất xenocarpy phổ biến giữa cam đắng, cam, chanh góp mặt vào bộ sưu tập những thứ dị thường, gây tò mò về mặt thẩm mỹ theo sở thích của thời đại. Umberto Eco viết: «Từ ý tưởng cho rằng nghệ thuật tạo ra bản chất thứ hai, chúng ta chuyển sang ý tưởng rằng bất kỳ hành vi vi phạm tự nhiên nào đều là nghệ thuật, kỳ quái và bệnh hoạn nhất có thể». Dominique de Courcelles, nhà sử học tư tưởng người Pháp, lưu ý rằng cuốn sách Chaos xuất bản năm 1529 khẳng định tính thẩm mỹ của sự gián đoạn và hỗn hợp, đồng thời trích dẫn thơ tức hứng của thời đại, những hỗn hợp thơ ca hoặc âm nhạc ngẫu hứng. Đề tài về tính ngẫu nhiên, quái dị hiện diện trong các cuộc tranh luận thời đó.
Trong bộ sưu tập của Medici còn có một loại cam dấu phẩy hai tông màu (tên do Bimbi đặt) với các sọc dọc xanh lá xen lẫn vàng, tựa như màu đồng phục của vệ binh Đức. Tintori báo cáo rằng quả còn được gọi là cam Thụy Sĩ vì màu giống quần ống túm của vệ binh Thụy Sĩ ở Thành Vatican. 
Tính đa dạng sinh học của bizzarria hiện nay đã bị suy giảm đáng kể. Người ta cho rằng loại cây này đã biến mất khỏi các bộ sưu tập cam quýt và khu vườn của biệt thự nhà Panciatichi trong Thế chiến thứ nhất. Mãi đến năm 1980, Paolo Galeotti, người quản lý vườn bách thảo của biệt thự Castello, tình cờ tìm được chúng trên một chồi non và cấy trồng vào vườn Boboli tại Firenze. Bizzarria mọc tại cung điện Carnolès ở Menton, ít không đồng nhất hơn so với giống Ý, sẽ là một giống cây trồng cụ thể.

## Tinh dầu

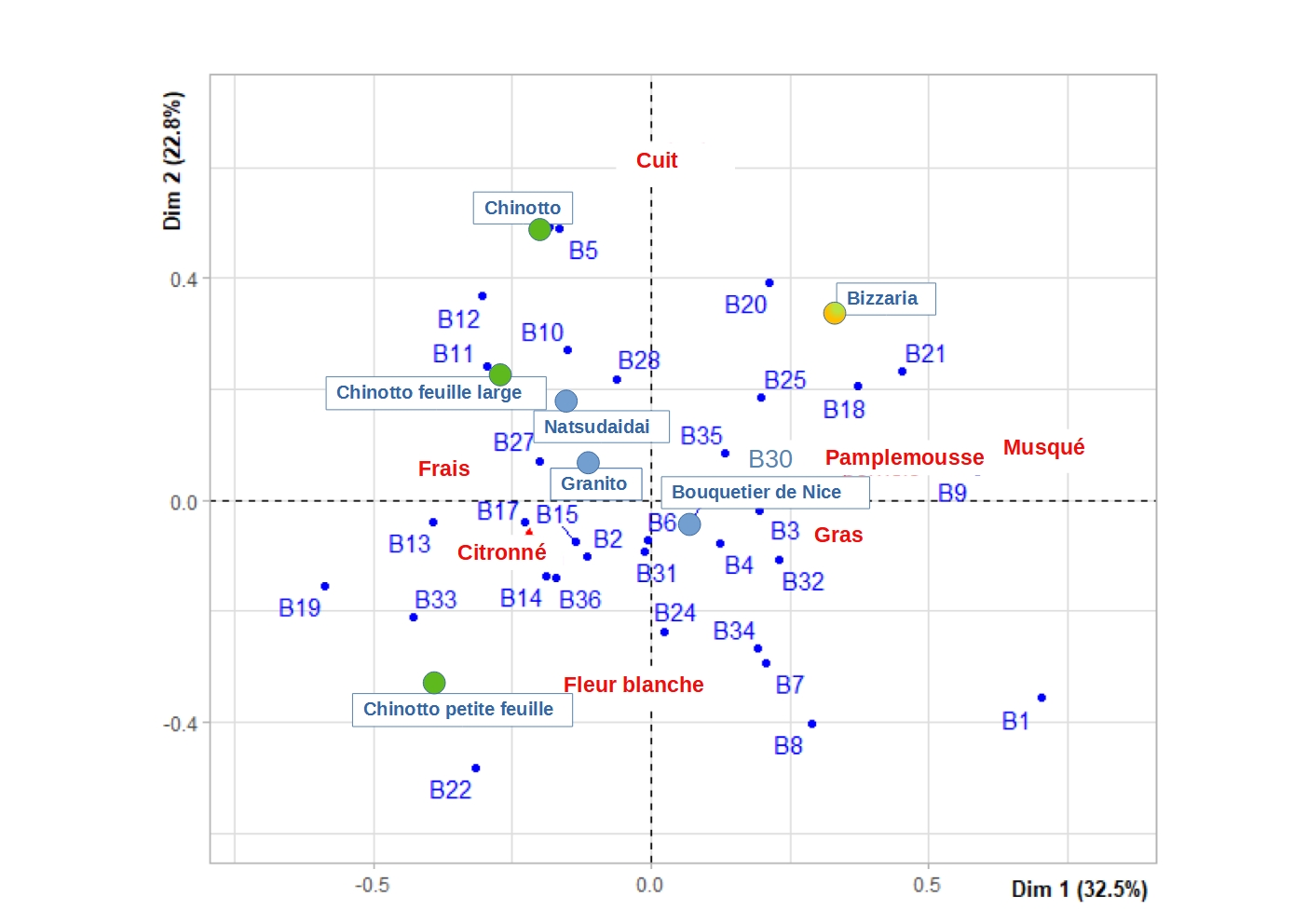
Biểu đồ FCA (factorial correspondence analysis) biểu thị sự đa dạng về hương thơm của 39 mẫu tinh dầu của các giống cam đắng phổ biến dựa trên bảy thuộc tính cảm quan (màu đỏ) cho thấy sự khác biệt đáng kể về mùi hương giữa các giống. Bizzarria rõ ràng có mùi xạ hương và mùi nấu chín (có chứa thanh yên)

Hỗn hợp tinh dầu của cam đắng canaliculata và bizzarria có tiềm năng chống oxy hóa quan trọng trong số các giống cam đắng được trồng tại vườn bách thảo Palermo (giống cây bizzarria Palermo rất gần với cam đắng).
Một phân tích của Ý (2021) đưa ra các thành phần hóa học dễ bay hơi chủ yếu trong vỏ quả: limonene (74,5 %) và γ-terpinene (13,4 %) và dấu vết của β-citronellol, perillal, α-copaene, germanacrene D và δ-cadinene. Các tác giả lưu ý rằng số lượng hợp chất được xác định trong bizzarria và thanh yên Firenze cao hơn so với yuzu và cam đắng. Thực tế, thành phần hóa học dễ bay hơi của chimera biểu lộ rõ tính chất tự nhiên của gốc ghép thanh yên: ví dụ như trong quả thanh yên Diamante có limonene và γ-terpinene là hai thành phần chính; δ-cadinene, germanacrene D cũng hiện diện trong nhóm chất dễ bay hơi của quả phật thủ.